# Satnica Đakovačka
Satnica Đakovačka – wieś w Chorwacji, w żupanii osijecko-barańskiej, w gminie Satnica Đakovačka. W 2011 roku liczyła 1432 mieszkańców.